# Карбон (Ајова)
Карбон (енгл. Carbon) град је у америчкој савезној држави Ајова. По попису становништва из 2010. у њему је живело 34 становника.

## Демографија
Према попису становништва из 2010. у граду је живело 34 становника, што је 6 (21,4%) становника више него 2000. године.
| Група             | 2000.       | 2010.      |
| Белци             | 28 (100.0%) | 32 (94,1%) |
| Афроамериканци    | 0 (0,0%)    | 0 (0,0%)   |
| Азијати           | 0 (0,0%)    | 0 (0,0%)   |
| Хиспаноамериканци | 0 (0,0%)    | 1 (2,9%)   |
| Укупно            | 28          | 34         |